# Orangebandad tyrann
Orangebandad tyrann (Nephelomyias lintoni) är en fågel i familjen tyranner inom ordningen tättingar.

## Utseende och läte
Orangebandad tyrann är en liten tyrann med mörkare fjäderdräkt än liknande fåglar i dess utbredningsområde. Utseendet är rätt distinkt, med orangetonad undersida, orange- eller beigefärgade vingband och mestadels orange näbb. Ögat är ljust hos vissa fåglar, mörkt hos andra. Lätet är ett upprepat mjukt "tink".

## Utbredning och systematik
Fågeln förekommer på Andernas östsluttning i södra Ecuador och allra nordligaste Peru (Piura). Den behandlas som monotypisk, det vill säga att den inte delas in i några underarter.

## Levnadssätt
Orangebandad tyrann är begränsad till höglänta molnskogar. Den ses vanligen högt uppe i träden.

## Status
Arten har ett begränsat utbredningsområde, men beståndet anses vara stabilt. IUCN kategoriserar arten som livskraftig.